# William Rowan Hamilton

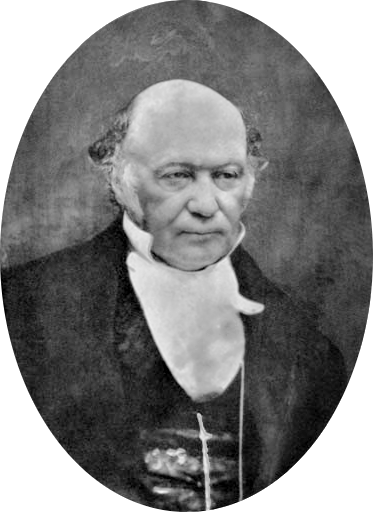
William Rowan Hamilton

Sir William Rowan Hamilton (* 4. August 1805 in Dublin; † 2. September 1865 in Dunsink bei Dublin) war ein irischer Mathematiker und Physiker, der vor allem für seine Beiträge zur Mechanik und für seine Einführung und Untersuchung der Quaternionen bekannt ist.
Hamilton studierte in Dublin Mathematik und wurde bereits 1827 vor Ende seines Studiums Professor für Astronomie sowie königlicher Astronom (Royal Astronomer) für Irland.
In frühen Jahren beschäftigte sich Hamilton mit Strahlensystemen und der geometrischen Optik. Daraus entwickelte er in mehreren Veröffentlichungen in den Jahren 1834 und 1835 die Formulierung der Mechanik, die heute seinen Namen trägt (siehe hamiltonsche Mechanik).
Später konzentrierte er seine Untersuchungen auf Quaternionen (hyperkomplexe Zahlen), die heutzutage beispielsweise Anwendung in der Computergrafik finden.

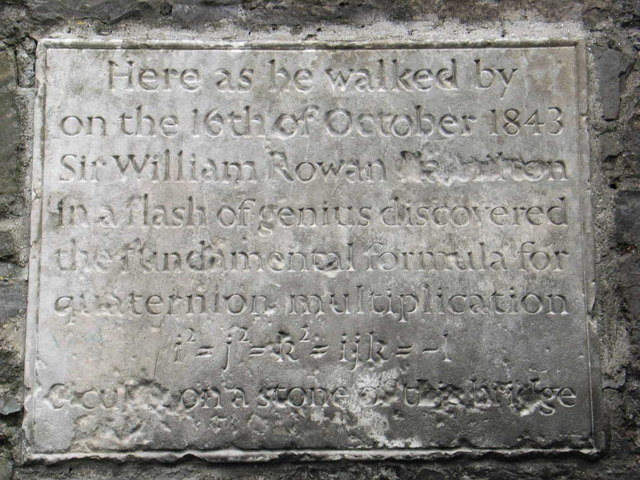
Gedenktafel an der Broom Bridge mit den Multiplikationsregeln der Quaternionen

## Leben und Werk
Hamilton wurde in Dublin in der Dominick Street 36 als Sohn des Anwalts Archibald Hamilton geboren. Seine Vorfahren kamen von Killyleagh Castle, County Down; sein Großvater war Archibald Hamilton Rowan. Er wurde von seinem Onkel, dem anglikanischen Priester und Linguisten James Hamilton, erzogen und erwies sich bald als Wunderkind. Mit fünf Jahren hatte er Kenntnisse im Lateinischen, Griechischen sowie Hebräischen und beherrschte vor dem 13. Geburtstag bereits zwölf Sprachen, darunter außer den klassischen und modernen europäischen Sprachen auch Persisch, Arabisch, Hindi, Sanskrit und Malaiisch. Bis zum Ende seines Lebens las er oft persische und arabische Texte zur Entspannung.
Hamiltons mathematische Entwicklung scheint völlig ohne Beteiligung anderer zustande gekommen zu sein, so dass man seine späteren Schriften keiner bestimmten Schule zuordnen kann, allenfalls einer eigenen „Hamilton-Schule“. Der junge Hamilton war nicht nur ein ausgezeichneter Kopfrechner, sondern schien auch gelegentlich besonderen Spaß daran zu finden, komplizierte Formeln bis auf die letzte Nachkommastelle genau auszurechnen.
Mit zehn Jahren las er begeistert eine lateinische Ausgabe von Euklid, und mit zwölf griff er zu Newtons Arithmetica universalis als Einführung in die moderne Analysis.
Im Alter von zwölf Jahren (1817) forderte er Zerah Colburn, einen dreizehnjährigen Jungen mit „Rechengenie“, der in Dublin auftrat, heraus, gegen den er allerdings unterlag.
Später las er Clairauts Algebra, Newtons Principia und die umfangreiche Himmelsmechanik von Pierre Simon de Laplace, in der er im Februar 1822 einen Fehler entdeckte, was die Aufmerksamkeit des Royal Astronomer of Ireland John Brinkley auf ihn lenkte, der ihm eine große Zukunft als Mathematiker vorhersagte.
Hamiltons Laufbahn am Trinity College Dublin war beispiellos. Unter den überdurchschnittlichen Mitbewerbern war er der erste in jedem Fach und in jeder Prüfung. Er zählte zu den wenigen, die sowohl in den klassischen Sprachen Griechisch und Latein als auch in den Naturwissenschaften Bestnoten (ein „Optime“ in beiden Fächern im ersten Jahr 1823 sowie 1826) erreichten. Noch vor seinem Abschluss veröffentlichte er 1824 seine Arbeit On Caustics, in der er seine charakteristische Funktion (später von Heinrich Bruns Eikonal genannt) in die Optik einführte, gefolgt vom ersten Teil seiner bahnbrechenden Arbeit Theory of Systems of Rays. 1827 wurde er noch vor seinen Abschlussprüfungen zum Professor für Astronomie am Trinity College ernannt, was mit der Nachfolge von Brinkley, welcher später Bischof wurde, als Royal Astronomer of Irland verbunden war. Sein Dienstsitz war das Observatorium in Dunsink. 1832 wurde er in die American Academy of Arts and Sciences gewählt, 1864 als erstes ausländisches Mitglied in die National Academy of Sciences. Von der praktischen Seite der Astronomie hatte er wenig Ahnung und hegte auch kein Interesse für diese Wissenschaft. Andererseits wurde von ihm auch nur erwartet, seine Zeit so nützlich wie möglich in den Dienst des wissenschaftlichen Fortschritts zu stellen, ohne Festlegungen etwa auf praktische Beobachtungstätigkeit am Teleskop.
Auf einer Kavaliersreise, die er vor Antritt seines Postens in das Vereinigte Königreich unternahm, lernte er den Dichter William Wordsworth kennen, der ihm in seinem Observatorium auch einen Gegenbesuch abstattete, dem sich als Hobby-Poeten versuchenden Hamilton aber eher zur Verfolgung einer wissenschaftlichen Karriere riet; die Gedichte von Hamiltons Schwester Eliza fand er weit überzeugender. Nachdem sich seine Jugendliebe Catherine Disney für eine finanziell vorteilhaftere Ehe entschieden hatte, heiratete Hamilton Helen Maria Bayley, die von einem dem Observatorium benachbarten Gut stammte. Die Ehe, aus der drei Kinder hervorgingen, war jedoch unglücklich, und die Eheleute lebten über lange Jahre getrennt. Persönliche Probleme aus seiner Ehe und der immer wieder aufgenommene, frustrierende Kontakt zu seiner Jugendliebe führten auch zu zunehmenden Alkoholproblemen Hamiltons, die bei einem Bankett 1845 auch öffentlich deutlich wurden. In der Folge versuchte er eine Weile enthaltsam zu bleiben, was ihm aber nur zwei Jahre gelang.
1834 übertrug er seine charakteristische Funktion als Wirkfunktion in die Dynamik und legte mit On a General Method in Dynamics neue Grundlagen in der theoretischen Mechanik, welche später als hamiltonsche Theorie bekannt wurden.
Nachdem er schon 1833 die komplexen Zahlen als geordnete Paare zweier reeller Zahlen gedeutet hatte, suchte er nach einer Verallgemeinerung auf drei „Dimensionen“, was durchaus wörtlich zu verstehen ist, da er der Algebra eine philosophische bzw. geometrische Dimension beimaß. Beeinflusst durch Immanuel Kant schrieb er 1838 Algebra, the Science of Pure Time. Die gesuchte Erweiterung – allerdings nicht auf drei, sondern auf vier Dimensionen – konnte er aber erst 1843 finden, als er auf einem Spaziergang am 16. Oktober längs des Royal Canal die Quaternionen erfand. Spontan ritzte er ihre Definition über die Multiplikationsregeln ihrer Einheiten 1, i, j, k:
{\displaystyle \,i^{2}=j^{2}=k^{2}=ijk=-1}
in die Broome Bridge oder Brougham Bridge, was 1958 durch die Royal Irish Academy mit einer Plakette an der Brücke geehrt wurde. Nach eigenen Worten kam ihm die Idee, als er, statt an eine Erweiterung auf drei Dimensionen zu denken, erkannte, dass vier Dimensionen notwendig waren. Hamilton sah in den Quaternionen eine Revolution der theoretischen Physik und Mathematik und versuchte den Rest seines Lebens, ihre Verwendung zu propagieren, wobei er in der zweiten Hälfte des 19. Jahrhunderts von anderen britischen Mathematikern wie Peter Guthrie Tait unterstützt wurde. Nach seinem Tod hinterließ er ein unvollendetes zweibändiges, mit den Elementen Euklids im Hinterkopf geschriebenes Werk über Quaternionen. Schließlich setzte sich aber die Vektorrechnung und Vektoranalysis als Beschreibungssprache, etwa vertreten von Hermann Graßmann, Josiah Willard Gibbs und Oliver Heaviside, durch. Lord Kelvin schrieb dazu: Quaternionen erfand Hamilton, nachdem seine wirklich bedeutenden Arbeiten abgeschlossen waren. Sie sind, obwohl schön und genialen Ursprungs, für jeden, der in irgendeiner Weise mit ihnen in Berührung kam, ein Fluch gewesen. In seinen eigenen Büchern vermied Kelvin sowohl Quaternionen als auch Vektoren. Später stellte sich heraus, dass auch Olinde Rodrigues schon 1840 die Quaternionen fand.
Hamilton starb 1865 nach einem schweren Gichtanfall. Er wurde im Friedhof Mount Jerome in Dublin beigesetzt.

## Ehrungen
1835 war er Sekretär der British Association for the Advancement of Science und wurde als Knight Bachelor geadelt. Größere Ehren folgten schnell. Im gleichen Jahr erhielt er von der Royal Society die Royal Medal. 1837 wurde er zum Präsidenten der Royal Irish Academy und korrespondierenden Mitglied der Akademie von Sankt Petersburg gewählt. 1839 wurde er als korrespondierendes Mitglied in die Preußische Akademie der Wissenschaften und 1844 in die Académie des sciences aufgenommen.
Der Mondkrater Hamilton ist nach ihm benannt.

## Schriften (Auswahl)
- On a general method in dynamics; by which the study of the motions of all free systems of attracting or repelling points is reduced to the search and differentiation of one central relation, or characteristic function. In: Philosophical Transactions. Band 124, 1834, S. 247–308 (doi:10.1098/rstl.1834.0017, JSTOR:108066).
- Second essay on a general method in dynamics. In: Philosophical Transactions. Band 125, 1835, S. 95–144 (doi:10.1098/rstl.1835.0009, JSTOR:108119).
- Lectures on quaternions. Dublin 1853 (Digitalisat).
- Elements of quaternions. London 1866 (Digitalisat).
  - deutsch: Leipzig 1882–1884, übersetzt von Paul Glan.
- Works. 3 Bände, 1931–1967.